# Thư viện Công cộng Seattle
Thư viện Công cộng Seattle (tiếng Anh:Seattle Public Library) là một hệ thống thư viện ở Seattle, tiểu bang Washington, Hoa Kỳ..
Thư viện được chính thức thành lập năm 1890, mặc dù người ta đã dự định thành lập thư viện này vào năm 1868. Hệ thống có 26 chi nhánh, phần lớn chi nhánh được đặt tên theo quận và phường nơi chúng tọa lạc. Tại thời điểm năm 2011, hệ thống thư viện này có 930.000 đầu sách.